# Megaselia parabasiseta
Megaselia parabasiseta är en tvåvingeart som beskrevs av Richard Mitchell Bohart 1947. Megaselia parabasiseta ingår i släktet Megaselia och familjen puckelflugor. Inga underarter finns listade i Catalogue of Life.